# Electrón secundario
Un electrón secundario es un electrón arrancado de la superficie de un sólido en un proceso de ionización producido por la interacción con otro tipo de radiación llamada "radiación primaria". La radiación primaria puede consistir en iones, electrones, o fotones, cuya energía debe ser mayor que el potencial de ionización.
El proceso por el cual se genera un electrón secundario se llama emisión secundaria.
En microscopía electrónica de barrido, la detección de electrones secundarios es el medio más utilizado para formar imágenes.